# 진둥 (배우)
진둥(靳東, 1976년 12월 22일 ~ )은 중국의 배우이다.

## 출연작

### 드라마
- 2006년 중국 텔레비전 공사 일요드라마 《심정밀마》 - 후한신 역
- 2015년 후난위성텔레비전 금응독파극장 《위장자》 - 명루 역
- 2015년 동방 위성 텔레비전 동방극장 《랑야방》 - 인신 역
- 2016년 텐센트 웹드라마 《귀취등지정절고성》 - 후바이 역
- 2017년 동방 위성 텔레비전 동방극장 《환락송 2》 - 탕쭝민 역
- 2017년 장쑤 위성 텔레비전 행복극장 《아문적애》 - 쉬광밍 역
- 2017년 동방 위성 텔레비전 동방극장 《아적전반생》 - 허한 역
- 2017년 동방 위성 텔레비전 동방극장 《수위자 부출수면》 - 홍샤오치우 역
- 2017년 저장 위성 텔레비전 중국람극장 《외과풍운》 - 좡수 역
- 2018년 장쑤 위성 텔레비전 행복극장 《연애선생》 - 청하오 역
- 2019년 동방 위성 텔레비전 동방극장 《정영율사》 - 뤄빈 역
- 2020년 동방 위성 텔레비전 동방극장 《여과세월가회두》 - 백지용 역
- 2020년 동방 위성 텔레비전 동방극장 《재일기》 - 호경생 역
- 2021년 후난위성텔레비전 금응독파극장 《이상조요중국》 - 천왕다오 역
- 2021년 중국중앙텔레비전 제일특약극장 《온난적미도》 - 쑨광밍 역
- 2021년 저장 위성 텔레비전 중국람극장 《돌위》 - 치번안 역
- 2022년 베이징 텔레비전 품질극장 《임심견록》 - 린샤오타오 역
- 2022년 후난위성텔레비전 금응독파극장 《저선》 - 팡위안 역
- 2023년 장쑤 위성 텔레비전 행복극장 《증유질풍기》 - 탕천 역
- 2023년 장쑤 위성 텔레비전 행복극장 《무간》 - 루펑 역
- 2023년 후난위성텔레비전 금응독파극장 《환영래도맥락촌》 - 마자 역